# کایجیرو فوجییوشی
کایجیرو فوجییوشی (انگلیسی: Kaijiro Fujiyoshi؛ زادهٔ ۱۱ ژانویهٔ ۱۹۹۲) بازیکن فوتبال اهل ژاپن است.